# Arrochadeira
L'arrochadeira (également connu sous le nom de bregadeira), autrefois appelée arroxadeira, est un genre fusion résultant d'un mélange entre l'arrocha et le pagode baiano.
Le genre émerge dans les années 2000 dans l'État de Bahia, avec comme principales influences l'instrumentation électronique et les percussions du pagode baiano et la composition avec des paroles à double sens de l'arrocha, avec de fortes traces de forró électronique. Le succès régional finit par attirer un certain nombre d'artistes de pagode baiano, mais la première chanson ayant des répercussions nationales dans le genre est portugais : Metralhadora de Banda Vingadora,.

## Histoire
L'arrochadeira, ou arroxadeira comme elle était appelée autrefois, est créée dans les années 2000 par l'auteur-compositeur-interprète bahianais Dan Ventura (né à Madre de Deus), qui connait le succès dans le Nord-Est avec le groupe Bonde do Maluco. Le genre émerge dans le contexte du grand essor du funk ousadia, de l'arrocha et du sertanejo universitário, qui véhiculaient des paroles à double sens pleines d'érotisme, de connotations sexuelles et de jeux de mots sous forme de sensualité et d'amusement. Grâce à la fusion de l'arrocha et du pagode baiano, le genre émerge avec un thème plus audacieux vers 2010 dans l'État de Bahia.
Le succès régional apparaît vers 2014 lors des fêtes traditionnelles de l'intérieur de Bahia, les Paredões de Som. L'expansion régionale encourage les groupes de pagode baiano à ajouter le genre à leur répertoire comme c'est le cas avec É o Tchan!, le pagode baiano étant saturé Pendant ce temps, de nouveaux groupes d'arrochadeira sont apparus au fil du temps. Au cours de cette même période, Banda Vingadora apparaît à Bahia et s'impose comme principal représentant du genre avec des chansons comme A Minha Mãe Deixa et Metralhadora, cette dernière étant considérée comme la chanson du carnaval 2016,,